# آنتونیوس پیامبر
آنتونیوس پیامبر (انگلیسی: Antonino Profeta؛ زادهٔ ۲۶ ژوئن ۱۹۸۸) بازیکن فوتبال است.
از باشگاه‌هایی که در آن بازی کرده‌است می‌توان به باشگاه فوتبال کوزنتسا کالچو، باشگاه فوتبال یو. اس. پرگولیتزه، و باشگاه فوتبال مسینا اشاره کرد.